# Lindepijlstaart
De lindepijlstaart (Mimas tiliae) is een vlinder uit de familie pijlstaarten (Sphingidae). De spanwijdte varieert tussen de 60 en 80 millimeter.
De vlinder komt voor in het noordelijk deel van het Palearctisch gebied. In het meest noordelijke deel vliegt één generatie per jaar van mei tot begin juli. Twee generaties van mei tot juni en juli tot augustus zijn mogelijk in de warmere zuidelijke delen van het verspreidingsgebied.

## Rups
De rups van de lindepijlstaart valt op door zijn blauwe, voor pijlstaarten kenmerkende hoorn aan de achterzijde van zijn lichaam. De kleur van de rups is groen met gele en rode markeringen. Zijn voornaamste waardplanten zijn de linde, iep, els en Prunus. De kleur van de rups verandert in grijs-geel of zelfs paars-bruin als hij klaar is om zich te verpoppen. In deze fase gaat hij op zoek naar een plek om zich te verpoppen en hij wordt gedurende deze periode dan ook het vaakst gesignaleerd.

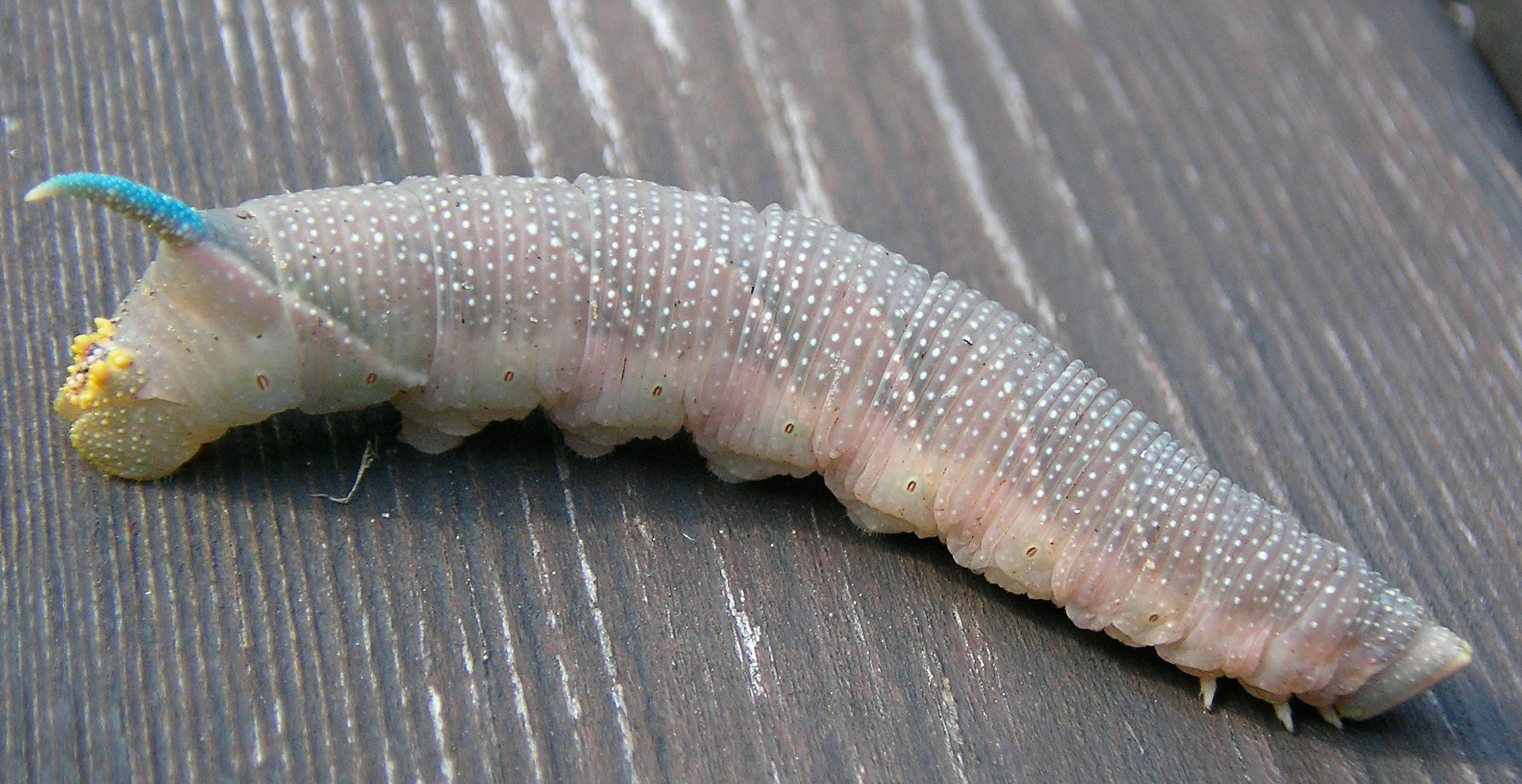
Rups van de Lindepijlstaart